# Castell de Cabanes
Castell de Cabanes és un castell del municipi de Cabanes (Alt Empordà) declarat bé cultural d'interès nacional.

## Descripció
Situada dins del nucli antic de la població de Cabanes, a l'extrem sud-oest del terme, a la plaça de la Torre.
Gran torre cilíndrica d'uns deu metres d'alçada i de diàmetre, actualment adossada a una de les cases de la població. Està bastida per un mur de carreus de pedra ben desbastats de gairebé tres metres d'amplada, disposats formant filades perfectament regulars. Presenta la coberta plana i està distribuïda en dues plantes. L'única obertura és la porta principal que dona accés directe al pis, situada a la banda de migdia de l'estructura. És d'arc de mig punt, amb la llinda plana i s'hi arriba mitjançant una escala exterior de pedra refeta amb maons, adossada a la torre posteriorment. Damunt la porta d'entrada, a la part superior del parament, hi ha un matacà bastit amb carreus el qual presenta dues petites espitlleres de maons. El coronament de la torre està bastit amb còdols, pedra desbastada i maons i conserva poca alçada, aproximadament un metre. S'observen diverses espitlleres bastides amb maons i pedra, i algunes restes de possibles merlets originals. A l'interior, la torre presenta els dos pisos coberts amb voltes semiesfèriques bastides amb pedres de mida petita, disposades formant filades concèntriques, que conserven restes dels encanyissats. El parament deixa vistos els forats de les bastides.

## Història
En un document datat l'any 1013 s'esmenta una nova vila de Cabanes, refeta als voltants del castell que hi havia al lloc actual que ocupa la població. A principis del segle xi, a la vila se la comença a anomenar parròquia de Sant Vicenç, probablement perquè aquesta era l'església del castell. Per tant, el castell de Cabanes fou construït, probablement, a finals del segle x.
La primera vegada que s'esmenta el nom del senyor del castell de Cabanes és l'any 1397 amb el vescomte Gaufred de Rocabertí. És probable que el matacà situat damunt la porta d'accés i les restes dels merlets originals que s'observen en el coronament de l'estructura es puguin datar al segle xiv.
Segons uns plànols datats al segle xviii, el castell era de dimensions reduïdes i estava situat a la part sud de la vila, on encara es conserva la torre de l'homenatge i arribava fins al mur de la carretera de Figueres i, probablement, s'estenia cap al carrer d'Escudillers. A l'interior hi havia un reduït nombre de cases i l'església de Sant Vicenç documentada ja el 1070. Tenia pont llevadís davant una gran plaça en la que sobresortia l'antiga ermita de Sant Sebastià. La resta del nucli, es trobava emmurallat, amb torres integrades al sistema defensiu i envoltat de valls. Tenia quatre portals: el de l'Església o cementiri, el de les Eres i els de la séquia al carrer del Canal.
Durant la guerra carlina, l'any 1873, la torre va reforçar la seva part superior tapant els merlets originals i obrint algunes espitlleres. Al segle xix es va utilitzar de presó durant una temporada.
Les altres restes del castell no s'han conservat. Probablement la pedra fou aprofitada durant els segles posteriors per construir les cases de la vila. Actualment, la torre és de propietat municipal.